# Уолкер, Сэмюэл Джон
Сэмюэл Джон Уолкер (англ. Samuel John Walker; 5 октября 1883, Бирмингем, Уорикшир — 29 февраля 1960) — британский гимнаст, бронзовый призёр летних Олимпийских игр 1912 года.